# Heterohyrax brucei
Heterohyrax brucei là một loài động vật có vú trong họ Procaviidae, bộ Hyracoidea. Loài này được Gray mô tả năm 1868.

## Hình ảnh

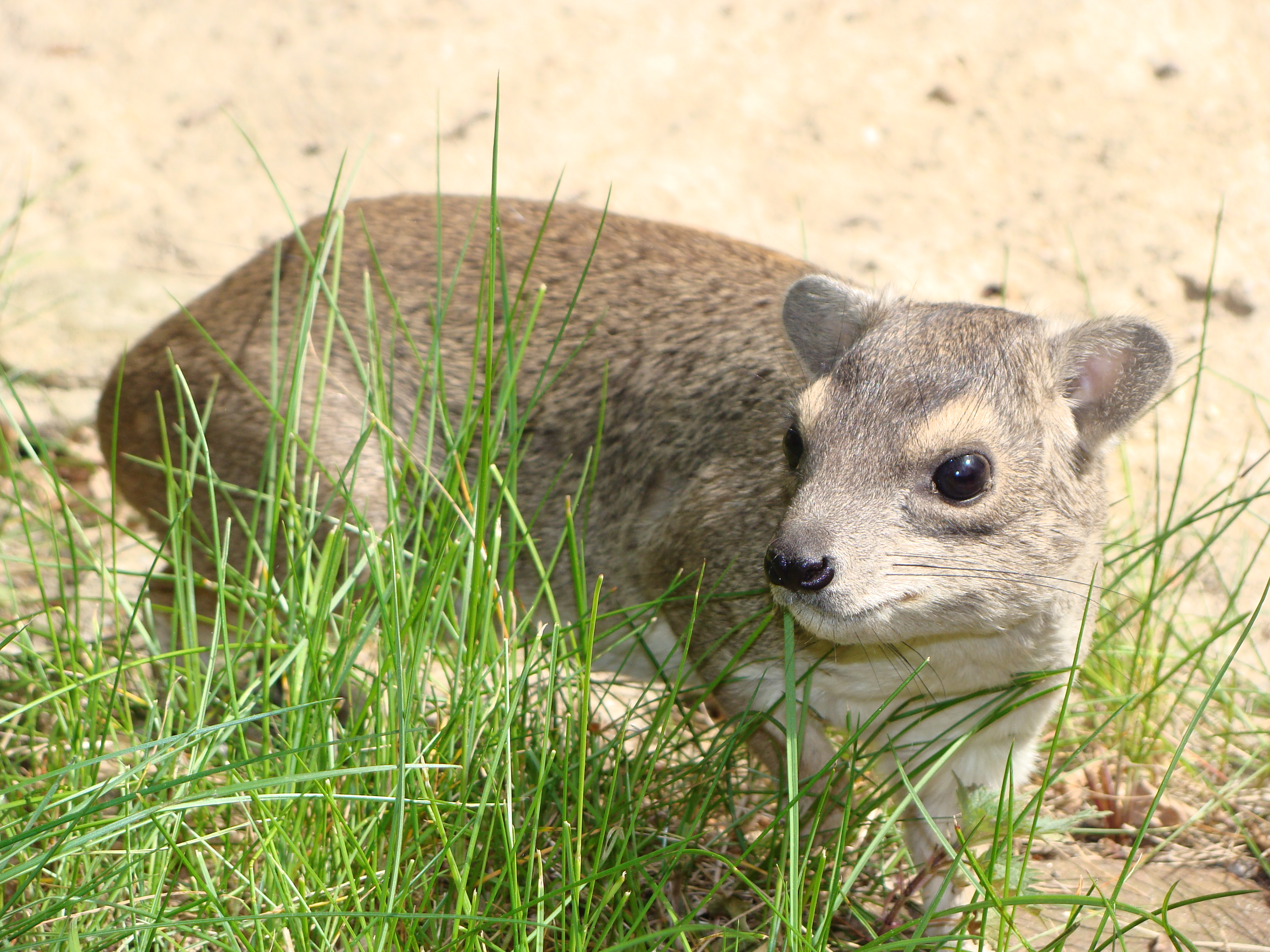
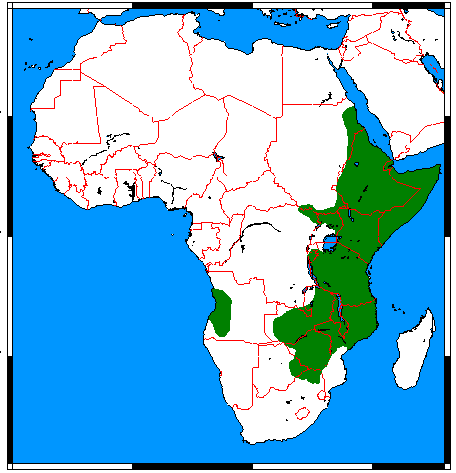
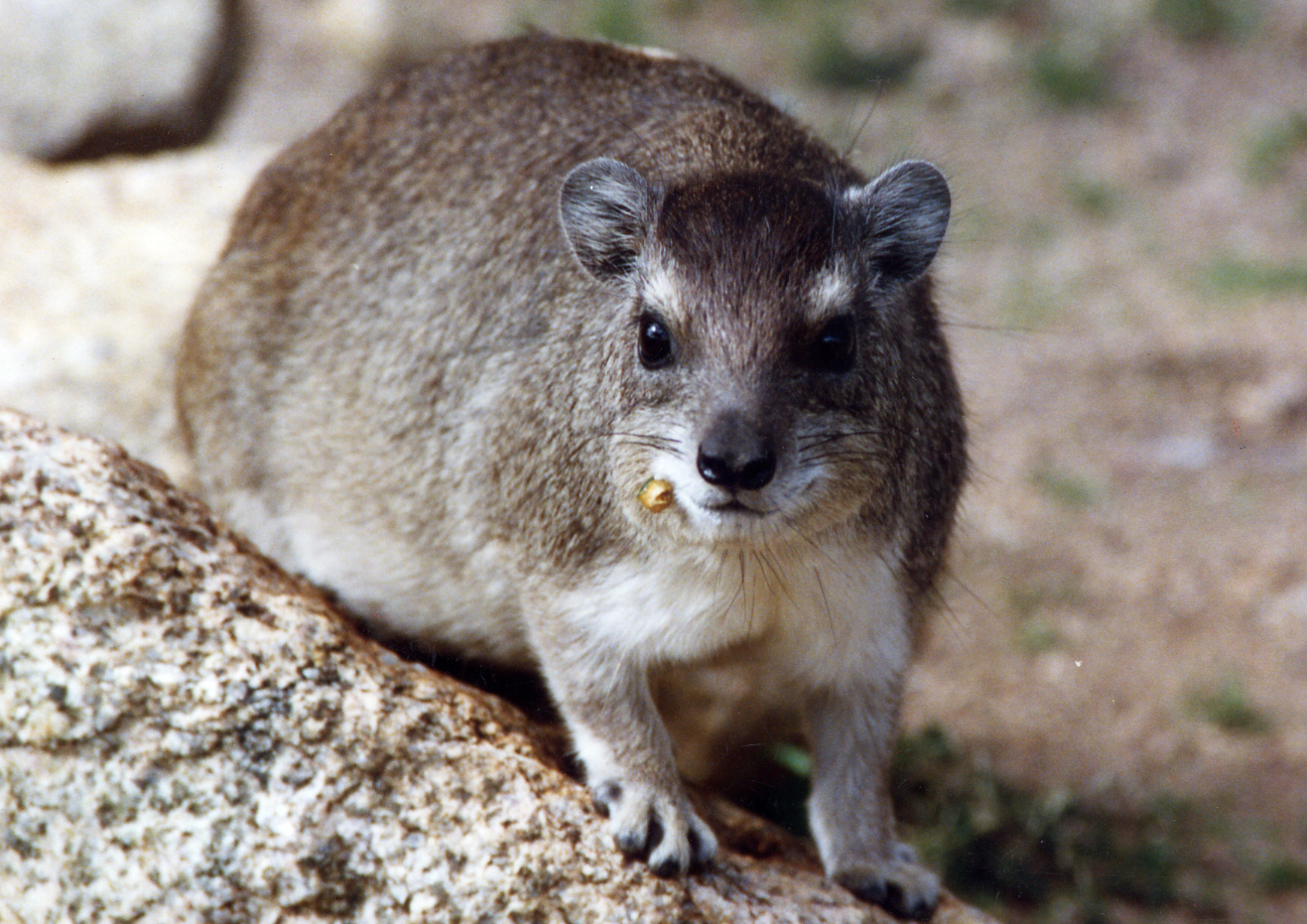
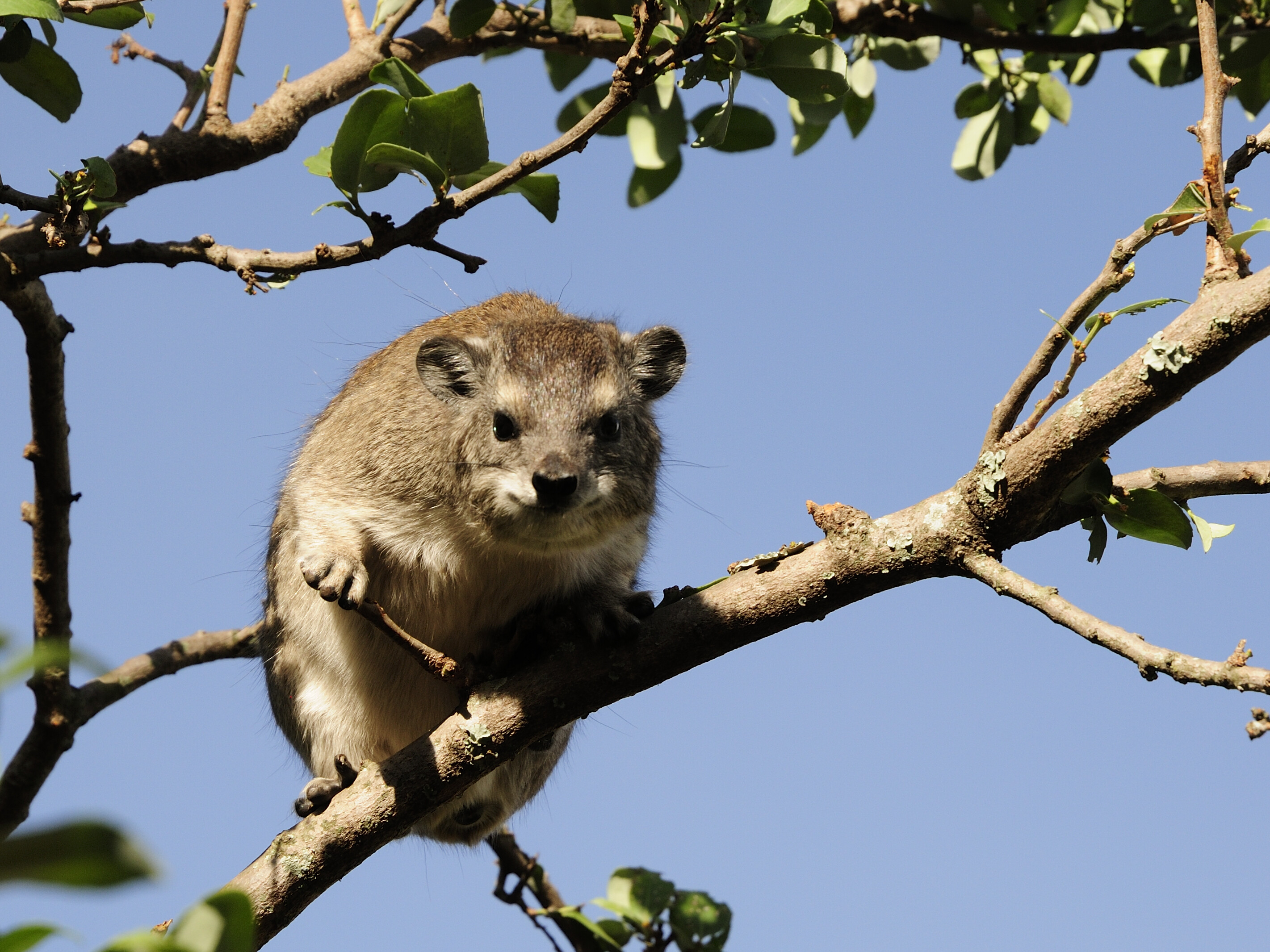
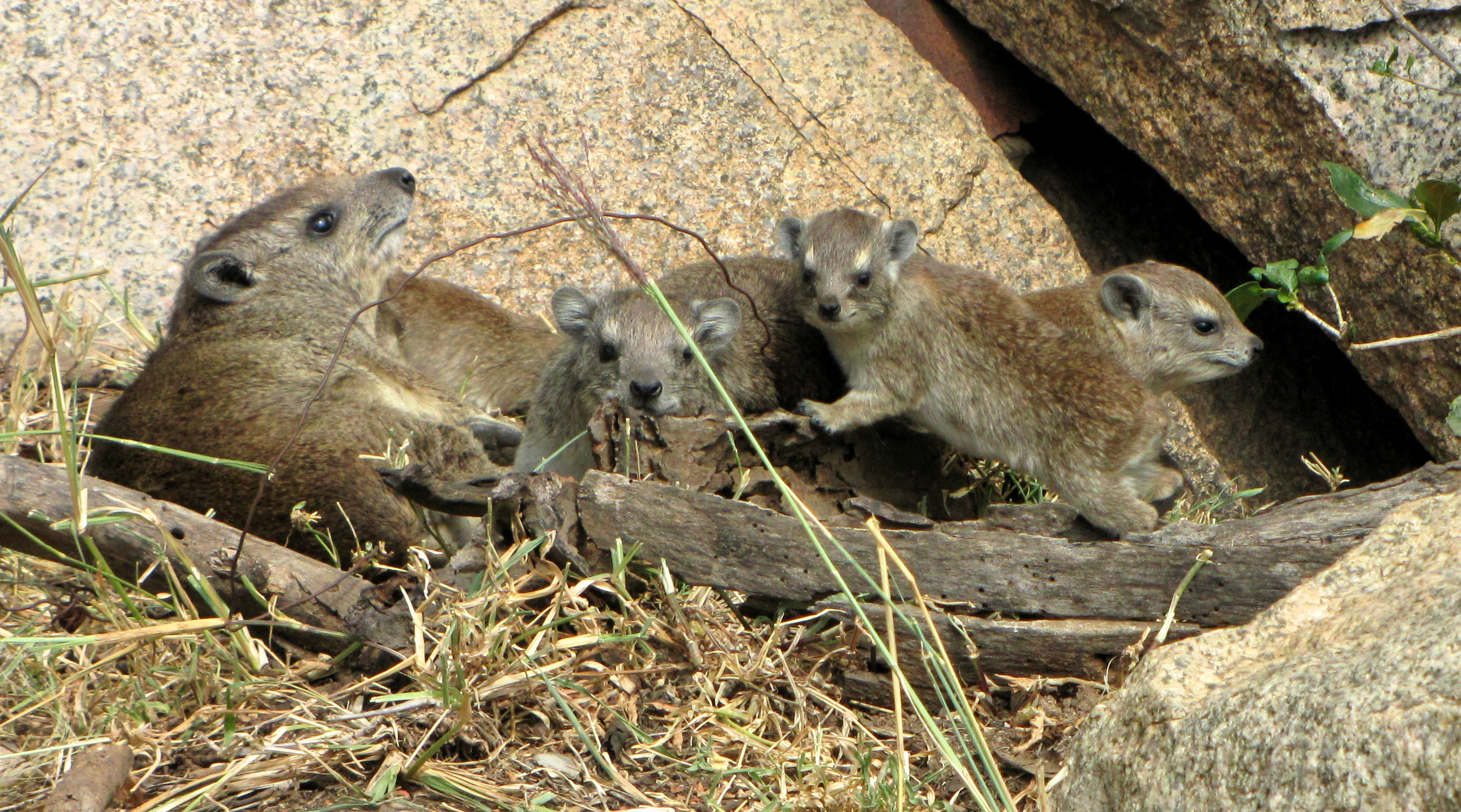
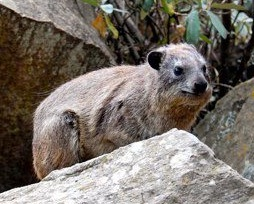